# Carl Barcklind
Carl Barcklind (1 de junio de 1873-21 de agosto de 1945) fue un cantante, actor, guionista y director teatral y cinematográfico de nacionalidad sueca.

## Biografía
Nacido en Sala, Suecia, su nombre completo era Carl Vilhelm Barcklind. 
Barcklind debutó en 1896 como intérprete de revista en el Södra teatern. Más adelante fue cantante de opereta y tuvo una gran oportunidad en 1907 en el Oscarsteatern interpretando a Danilo, junto a Emma Meissner como Hanna Glawari, en la obra La viuda alegre. Fue uno de los actores que más colaboró con Albert Ranft, trabajando en el género de la opereta entre 1898 y 1922. Además, en 1900 y 1901 actuó eb el Teatro Sueco de Helsinki. 
Barcklind fue director del Teatro Stora de Gotemburgo en 1925-1927. Entre 1927 y 1928 hizo una gira por Estados Unidos, y en 1930 fue contratado para trabajar en el Teatro Dramaten como actor de carácter. El punto culminante de su carrera teatral fue su trabajo en el Oscarsteatern en 1906. 
Barcklind debutó en el cine en 1907 con Den glada änkan, una cinta en la cual se utilizaba un sistema sonoro rudimentario, con un disco de audio sincronizado con la película. Barcklind rodó cuatro películas con ese sistema. Fue muy activo en la pantalla en los años 1910 y 1930, actuando a lo largo de su carrera en más de 50 filmes, y rodando tres.
Carl Barcklind falleció Estocolmo, Suecia, en 1945. Fue enterrado en el Cementerio Norra begravningsplatsen de esa ciudad. Había estado casado con las actrices Georgina Barcklind y Hilma Barcklind.

## Teatro

### Actor (selección)
- 1898: Bröllopet på Ulfåsa, de Frans Hedberg, escenografía de Harald Molander, Svenska teatern, Estocolmo[2]
- 1899: Härmännen på Helgeland, de Henrik Ibsen, Svenska teatern[3]
- 1899: Vävarna, de Gerhart Hauptmann, escenografía de Harald Molander, Svenska teatern[4]
- 1900: Colinette, de G. Lenotre y Gabriel Martin, Vasateatern[5]
- 1901: Ett köpmanshus i skärgården, de Emilie Flygare-Carlén, Södra Teatern
- 1904: Lucifer, de Enrico Annibale Butti, escenografía de, Karl Hedberg, Svenska teatern[6]
- 1905: En sportidiot, de Kurt Kraatz, Djurgårdsteatern[7]
- 1905: Fjärde paragrafen, de Gustav Kadelburg, Svenska teatern[8]
- 1906: Kalle Munter eller Hafver ni sett till någon misstänkt figur, de Emil Norlander, Södra Teatern[9]
- 1906: Genom skärselden, de Gustav Kadelburg, Djurgårdsteatern[10]
- 1906: Dollarprinsessan, de Leo Fall, Alfred Maria Willner y Fritz Grünbaum, Oscarsteatern
- 1907: Glada änkan, de Franz Lehár, Victor Léon y Leo Stein, escenografía de Axel Bosin, Oscarsteatern[11][12][13]
- 1908: Dollarprinsessan, de Leo Fall, Alfred Maria Willner y Fritz Grünbaum, escenografía de Axel Bosin, Oscarsteatern[14]
- 1909: Frånskilda frun, de Leo Fall y Victor Léon, Oscarsteatern
- 1909: El conde de Luxemburgo, de Franz Lehár, Alfred Willner y Robert Bodansky, Oscarsteatern
- 1909: Arsène Lupin, de Francis de Croisset y Maurice Leblanc, escenografía de Knut Nyblom, Oscarsteatern[15]
- 1909: Fortunas gunstling, de Karl Gilck, escenografía de Karl Gilck, Oscarsteatern[16]
- 1911: Spökhotellet, de Georges Feydeau y Maurice Desvalliéres, escenografía de Albert Ranft, Oscarsteatern[17]
- 1911: Vackra ladyn, de Giacomo Minkowsky y Rudolf Lothar, escenografía de Emil Linden, Oscarsteatern[18]
- 1912: Kvinnohataren, de Edmund Eysler, Leo Stein y Karl Lindau, escenografía de Emil Linden, Oscarsteatern[19]
- 1912: Den käre Augustin, de Leo Fall, Rudolf Bernauer y Ernst Welisch, escenografía de Carl Grabow, Oscarsteatern[20]
- 1914: La doncella de Orleans, de Friedrich Schiller, Svenska teatern[21]
- 1914: Storstadsbaciller, de Jean Gilbert, escenografía de, Carl Barcklind, Vasateatern[22]
- 1915: Två man om en änka, de Victor Hollaender, Heinrich Storbitzer y Richard Kessler, escenografía de Carl Barcklind, Vasateatern[23]
- 1915: Var är Johnny, de Nathaniel Jones, Maurice Bernardt y Joseph Corin, escenografía de Carl Barcklind, Oscarsteatern[24]
- 1915: El conde de Luxemburgo, de Franz Lehár, Alfred Maria Willner y Robert Bodansky, Oscarsteatern[25]
- 1915: Har du sett Bengtzen, de Harald Leipziger, Oscarsteatern[26]
- 1916: Mr Wu, de Harry M. Vernon y Harold Owen, escenografía de Carl Barcklind, Oscarsteatern[27]
- 1918: El murciélago, de Johann Strauss (hijo), Karl Haffner y Richard Genée, teatro de opereta de Albert Ranft[28]
- 1918: El murciélago, de Johann Strauss (hijo), Karl Haffner y Richard Genée, Oscarsteatern[29]
- 1924: En gång om året, de Arthur Rebner, escenografía de Carl Barcklind, Folkan[30]
- 1930: Hans första hustru, de St. John Greer Ervine, escenografía de Pauline Brunius, Oscarsteatern[31][32]
- 1931: El enfermo imaginario', de Molière, escenografía de Olof Molander, Dramaten
- 1931: Känslornas marknad, de Roger Ferdinand, escenografía de Gustaf Linden y Ivar Kåge, Dramaten
- 1931: Karusellen, de George Bernard Shaw, escenografía de Gustaf Linden, Dramaten
- 1931: Pickwick-klubben, de František Langer a partir de Charles Dickens, escenografía de Olof Molander, Dramaten
- 1932: Majestät, de Marika Stiernstedt, escenografía de Olof Molander, Dramaten
- 1932: Revisorn, de Nikolái Gógol, escenografía de Alf Sjöberg, Dramaten
- 1932: Fanny, de Marcel Pagnol, escenografía de Pauline Brunius, Oscarsteatern[33]
- 1932: Guds gröna ängar, de Marc Connelly, escenografía de Olof Molander, Dramaten
- 1933: Mäster Olof, de August Strindberg, escenografía de Olof Molander, Dramaten
- 1933: En fågel i handen, de John Drinkwater, escenografía de Rune Carlsten, Dramaten
- 1933: Damen i vitt, de Marcel Achard, escenografía de Rune Carlsten, Dramaten
- 1934: De hundra dagarna, de Benito Mussolini y Giovacchino Forzano, escenografía de Rune Carlsten, Dramaten
- 1934: För sant att vara bra, de George Bernard Shaw, escenografía de Rune Carlsten, Dramaten
- 1934: Rivalerna, de Richard Brinsley Sheridan, escenografía de Alf Sjöberg, Dramaten
- 1934: Un sombrero de paja de Italia, de Eugene Labiche, escenografía de Olof Molander, Dramaten
- 1934: En hederlig man, de Sigfrid Siwertz, escenografía de Alf Sjöberg, Dramaten
- 1935: Kvartetten som sprängdes, de Birger Sjöberg, escenografía de Rune Carlsten, Dramaten
- 1935: Ljuva ungdomstid, de Eugene O'Neill, escenografía de Rune Carlsten, Dramaten
- 1936: Hittebarnet, de August Blanche, escenografía de Rune Carlsten, Dramaten
- 1936: Kokosnöten, de Marcel Achard, escenografía de Rune Carlsten, Dramaten
- 1937: Skönhet, de Sigfrid Siwertz, escenografía de Alf Sjöberg, Dramaten
- 1937: Eva gör sin barnplikt, de Kjeld Abell, escenografía de Rune Carlsten, Dramaten
- 1937: Höfeber, de Noël Coward, escenografía de Alf Sjöberg, Dramaten
- 1937: Kungens paket, de Staffan Tjerneld y Alf Henrikson, escenografía de Rune Carlsten, Dramaten
- 1938: Sex trappor upp, de Alfred Gehri, escenografía de Pauline Brunius, Dramaten
- 1939: Nederlaget, de Nordahl Grieg, escenografía de Svend Gade, Dramaten
- 1939: Bridgekungen, de Paul Armont y Léopold Marchand, escenografía de Rune Carlsten, Dramaten
- 1940: Mucho ruido y pocas nueces, de William Shakespeare, escenografía de Alf Sjöberg, Dramaten
- 1940: Medelålders herre, de Sigfrid Siwertz, escenografía de Rune Carlsten, Dramaten
- 1940: Den lilla hovkonserten, de Toni Impekoven y Paul Verhoeven, escenografía de Rune Carlsten, Dramaten

### Director (selección)
- 1909: Fortunas gunstling, de Karl Gilck, Oscarsteatern
- 1914: Fädrens missgärningar, de Algot Sandberg, Oscarsteatern
- 1914: Storstadsbaciller, de Jean Gilbert, Vasateatern
- 1914: Das süsse Mädel, de Heinrich Reinhardt, Alexander Landesberg y Leo Stein, Oscarsteatern
- 1915: Kunstlerblut, de Edmund Eysler, Leo Stein y Karl Lindau, Oscarsteatern
- 1915: Var är Johnny, de Nathaniel Jones, Maurice Bernardt y Joseph Corin, Oscarsteatern[34]
- 1915: Två man om en änka, de Victor Hollaender, Heinrich Storbitzer y Richard Kessler, Vasateatern
- 1916: Mr Wu, de Harry M. Vernon y Harold Owen, Oscarsteatern
- 1916: Storhertigens finanser, de Frank Heller y Algot Sandberg, Oscarsteatern
- 1917: Rubber, de Felix Körling y Carl Barcklind, Oscarsteatern
- 1918: Der Pusztakavalier, de Albert Szirmai, Karl von Bakony y Robert Bodanzky, Oscarsteatern
- 1918: Sjökadetten, de Richard Genée y Camillo Walzel, Oscarsteatern
- 1918: Die Winzerbraut, de Oskar Nedbal, Oscarsteatern
- 1919: Mr. Jack, de Fred Winter, Oscarsteatern
- 1919: Stambuls ros, de Leo Fall, Julius Brammer y Alfred Grünwald, Oscarsteatern
- 1919: Die keusche Susanne, de Jean Gilbert y Georg Okonkowski, Oscarsteatern
- 1919: Die Faschingsfee, de Emmerich Kálmán, Alfred Maria Willner y Rudolf Österreicher, Oscarsteatern
- 1920: Die Dollarprinzessin, de Leo Fall, Alfred Maria Willner y Fritz Grünbaum, Oscarsteatern
- 1920: Maries soldat, de Leo Ascher, Bernhard Buchbinder, Jean Kren y Alfred Schönfeld, Oscarsteatern
- 1920: Se Neapel, de Edvin Ziedner, Oscarsteatern
- 1920: Boccaccio, de Franz von Suppé, Camillo Walzel y Richard Genée, Oscarsteatern
- 1921: Damen i hermelin, de Jean Gilbert, Rudolf Schanzer y Ernst Welisch, Oscarsteatern
- 1921: Der letzte Walzer, de Oscar Straus, Julius Brammer y Alfred Grünwald, Oscarsteatern
- 1921: Wenn Liebe erwacht, de Eduard Künneke, Hermann Halle y Fritz Oliven, Oscarsteatern
- 1921: Die Strohwitve, de Leo Blech y August Neidhardt, Oscarsteatern
- 1921: Die keusche Susanne, de Jean Gilbert y Georg Okonkowski, Oscarsteatern
- 1922: Prinsessan Olala, de Jean Gilbert, Rudolf Bernauer y Rudolf Schanzer, Oscarsteatern
- 1922: Die Brant des Lucullus, de Jean Gilbert, Rudolf Schanzer y Ernst Welisch, Oscarsteatern
- 1922: Die Tanzgräfin, de Robert Stoltz, Oscarsteatern
- 1924: Die tolle Lola, de Hugo Hirsch y Arthur Rebner, Folkan
- 1933: Hans nåds testamente, de Hjalmar Bergman, Skansens friluftsteater

## Teatro radiofónico

### Actor
- 1940: När nämndemansmoras Ida skulle bortgiftas, de Nanna Wallensteen, dirección de Carl Barcklind[35]

### Director
- 1940: 33,333, de Algot Sandberg[36]
- 1940: När nämndemansmoras Ida skulle bortgiftas, de Nanna Wallensteen

## Filmografía (selección)
- 1951 : Livat på luckan
- 1945 : Jagad
- 1945 : Lidelse
- 1944 : Prins Gustaf
- 1944 : En dag skall gry
- 1943 : I mörkaste Småland
- 1943 : Kvinnor i fångenskap
- 1942 : Fallet Ingegerd Bremssen
- 1942 : Farliga vägar
- 1941 : Lasse-Maja
- 1940 : Vi tre
- 1940 : Hanna i societén
- 1940 : Den blomstertid
- 1940 : Ett brott
- 1940 : Snurriga familjen
- 1940 : Västkustens hjältar
- 1939 : Mot nya tider
- 1939 : Rosor varje kväll
- 1939 : Hennes lilla Majestät
- 1939 : Herr Husassistenten
- 1939 : Vi två
- 1938 : Pengar från skyn
- 1938 : Kustens glada kavaljerer
- 1938 : Karriär
- 1937 : Skicka hem Nr. 7
- 1937 : John Ericsson - segraren vid Hampton Roads
- 1937 : En sjöman går iland
- 1937 : Mamma gifter sig
- 1936 : Familjen som var en karusell
- 1936 : Kvartetten som sprängdes
- 1935 : Ungdom av idag
- 1935 : Flickor på fabrik
- 1935 : Kanske en gentleman
- 1935 : Flickornas Alfred
- 1935 : Äventyr i pyjamas
- 1934 : Hon eller ingen
- 1934 : Kungliga Johansson
- 1933 : Kära släkten
- 1933 : Djurgårdsnätter
- 1932 : Vi som går köksvägen
- 1932 : Svarta rosor
- 1931 : Längtan till havet
- 1930 : Norrlänningar
- 1925 : Tre Lejon
- 1924 : När millionerna rulla
- 1918 : Fyrvaktarens dotter
- 1917 : Revelj
- 1917 : I mörkrets bojor
- 1916 : Mysteriet natten till den 25:e
- 1916 : Nattens barn
- 1916 : Kärleken segrar
- 1916 : Trägen vinner eller Calle som skådespelare
- 1916 : Calle som miljonär
- 1916 : Calles nya kläder
- 1916 : Ministerpresidenten
- 1913 : Ingeborg Holm
- 1913 : Livets konflikter
- 1913 : De lefvande dödas klubb
- 1912 : Dödsritten under cirkuskupolen
- 1911 : Stockholmsdamernas älskling
- 1907 : Den glada änkan

### Director
- 1913 : De lefvande dödas klubb
- 1919 : Hemsöborna
- 1919 : En ung mans väg
- 1923 : Andersson, Pettersson och Lundström
- 1925 : Tre lejon
- 1927 : Pianot
- 1928 : Svenskarna i Amerika

### Guionista
- 1913: De lefvande dödas klubb
- 1923: Andersson, Pettersson och Lundström

## Discografía
- Odeonkavalkaden 1906-1925. Del 2. LP. Odeon 7C 062-35940 M. 1983.
- Godbitar ur Olof Liljesons samling 1899-1952 : Arkivet för ljud och bild 10 år. LP C89-0817. 1989.

## Galería fotográfica

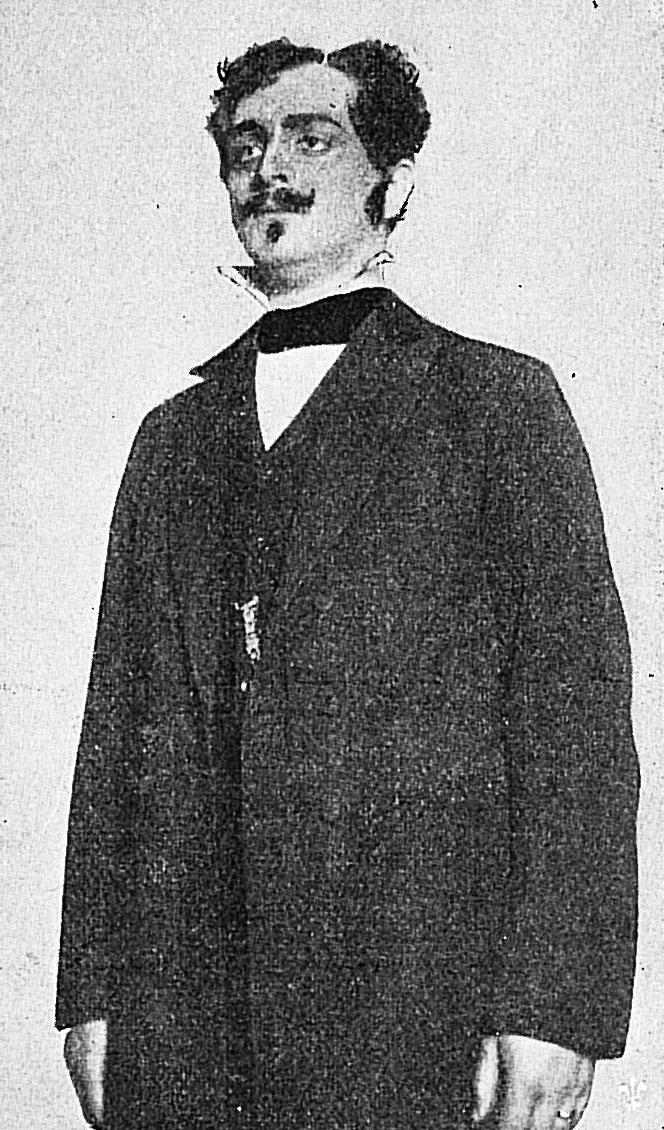
Como Óscar I de Suecia en Ett köpmanshus i skärgården (Södra Teatern, 1901)
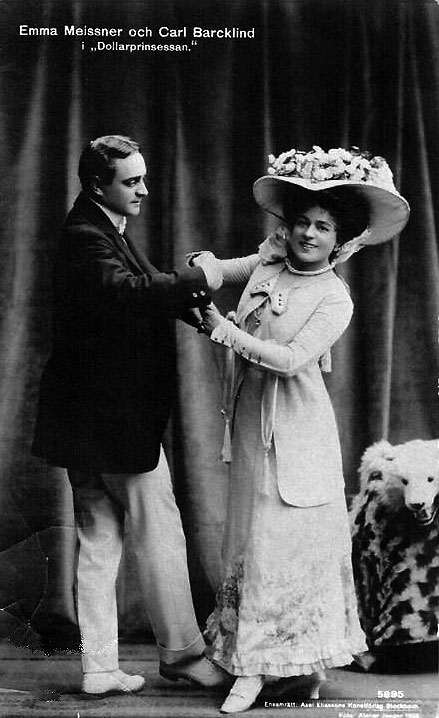
Con Emma Meissner en Die Dollarprinzessin (Oscarsteatern, 1906)
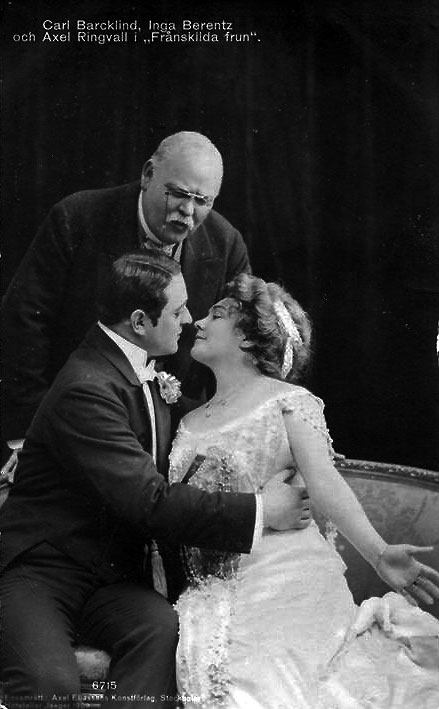
Barcklind (sentado) con Inga Berentz y Axel Ringvall Frånskilda frun (Oscarsteatern, 1909)
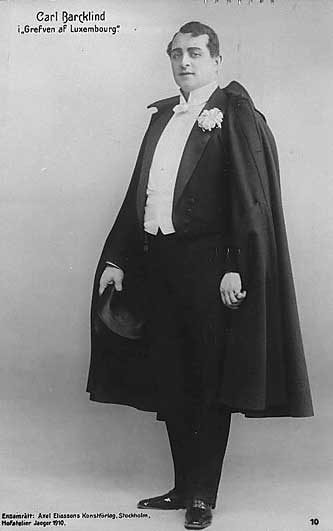
Como René en El conde de Luxemburgo (Oscarsteatern, 1910)